# Sân bay quốc tế São Paulo-Guarulhos
Sân bay quốc tế São Paulo/Guarulhos – Govenor André Franco Montoro, cũng gọi là Sân bay quốc tế Cumbica, là một sân bay lớn tại Brasil nằm ở khu Cumbica ở thành phố Guarulhos. Sân bay cách trung tâm thành phố São Paulo 25 km.
Bao gồm 3.425 mẫu Anh (14 km²), trong đó 5 km² là khu vực đô thị hóa, sân bay này có hệ thống đường cao tốc riêng: Rodovia Helio Smidt từ sân bay nối với Rodovia Presidente Dutra và Rodovia Ayrton Senna.
Là một trung tâm ở Nam Mỹ, Guarulhos là sân bay bận rộn nhất Brasil tính theo lượng khách, số chuyến bay và khối lượng hàng hóa thông qua trong năm 2012, là sân bay bận rộn nhất ở Mỹ Latin theo lưu lượng hành khách (39.573.000 lượt khách trong năm 2014). Tính theo lưu lượng hàng hóa, đây là sân bay bận rộn nhất châu Mỹ Latinh và là sân bay bận rộn thứ 34 thế giới.
Tất cả lượng khách ở sân bay này được phục vụ giữa hai nhà ga (TPS1 và TPS2). Với 260 quầy làm thủ tục, sân bay này hoạt động 24/24h. 37 hãng hàng không quốc gia và quốc tế bay từ São Paulo-Guarulhos đến 23 quốc gia khác nhau cũng như hơn 100 thành phố ở Brasil và trên thế giới. Korean Air sẽ là hãng hàng không mới nhất thiết lập hoạt động tại sân bay này, từ ngày 1 tháng 7 năm 2008, với các chuyến bay tới Los Angeles và Seoul (sân bay quốc tế Incheon). Air Minas lại là hãng hàng không mới nhất ngừng hoạt động tại sân bay, vào ngày 1 tháng 1 năm 2008 do khủng hoảng tài chính nghiêm trọng, lượng khách bay thấp trong các chuyến bay và gặp khó khăn do cạnh tranh. Qatar Airways từ Qatar đã hoãn lại việc thiết lập tuyến bay tới São Paulo từ nửa đầu năm 2007 sang nửa đầu năm 2008 do thiếu máy bay.
Đang có kế hoạch xây thêm 2 nhà ga (TPS3 và TPS4) và đường băng thứ ba đang được xây để đạt công suất mở rộng tối đa.
Vào ngày 28 tháng 11 năm 2001 một luật liên bang, đã đổi tên sân bay để vinh danh vị cựu thống đốc bang São Paulo, André Franco Montoro, qua đời năm 1999, dù tên chính thức không được dân địa phương sử dụng mà chỉ gọi đơn giản là sân bay Guarulhos hay đơn giản chỉ là Cumbica.

## Tuyến bay

### Hành khách

Các quốc gia có tuyến bay với sân bay quốc tế São Paulo–Guarulhos (kể cả tuyến bay theo mùa và tuyến bay sắp mở).

| Hãng hàng không                                          | Các điểm đến | Terminal/ Cánh |
| -------------------------------------------------------- | --- | -------------- |
| Aerolíneas Argentinas                                    | Buenos Aires–Aeroparque, Buenos Aires–Ezeiza, Mendoza | 1A             |
| Aerolíneas Argentinas cung ứng bởi Austral Líneas Aéreas | Buenos Aires–Aeroparque | 1B             |
| Aeroméxico                                               | Thành phố México | 1B             |
| Air Canada                                               | Toronto–Pearson | 3E             |
| Air China                                                | Bắc Kinh-Thủ Đô, Madrid | 3E             |
| Air Europa                                               | Madrid | 2D             |
| Air France                                               | Paris–Charles de Gaulle | 3G             |
| Alitalia                                                 | Rome–Fiumicino | 3G             |
| American Airlines                                        | Dallas/Fort Worth, Los Angeles, Miami, New York–JFK | 3G             |
| Avianca                                                  | Bogotá | 2C             |
| Avianca Brazil                                           | Belo Horizonte–Confins, Brasília, Campo Grande, Chapecó, Cuiabá, Curitiba, Florianópolis, Fortaleza, Goiânia, Juazeiro do Norte, Natal, Passo Fundo, Petrolina, Porto Alegre, Recife, Rio de Janeiro–Galeão, Salvador da Bahia | 2C             |
| Avianca Peru                                             | Lima | 1A             |
| Azul Brazilian Airlines                                  | Belém, Belo Horizonte–Confins, Belo Horizonte–Pampulha, Brasília, Cuiabá, Curitiba, Ilhéus, Londrina, Manaus, Navegantes, Porto Alegre, Porto Velho, Recife, Rio Branco, Rio de Janeiro–Santos Dumont, Salvador da Bahia, Uberlândia, Vitória | 4              |
| Boliviana de Aviación                                    | Cochabamba, Santa Cruz de la Sierra–Viru Viru | 2C             |
| British Airways                                          | London–Heathrow | 3G             |
| Copa Airlines                                            | Panama City | 2C             |
| Delta Air Lines                                          | Atlanta, Detroit, New York–JFK | 1B             |
| Emirates                                                 | Dubai–International | 3G             |
| Ethiopian Airlines                                       | Addis Ababa, Lomé (chấm dứt ngày 24/4/ 2015) | 2C             |
| Etihad Airways                                           | Abu Dhabi | 3G             |
| Gol Transportes Aéreos                                   | Aracaju, Belém, Belo Horizonte–Confins, Brasília, Campo Grande, Caxias do Sul, Cuiabá, Curitiba, Florianópolis, Fortaleza, Foz do Iguaçu, Goiânia, Ilhéus, João Pessoa, Londrina, Macapá, Maceió, Manaus, Maringá, Natal, Navegantes, Petrolina, Porto Alegre, Porto Seguro, Porto Velho, Recife, Ribeirão Preto, Rio Branco, Rio de Janeiro–Galeão, Rio de Janeiro–Santos Dumont, Salvador da Bahia, São Luís, Teresina, Vitória | 1A             |
| Gol Transportes Aéreos                                   | Aruba, Asunción, Barbados, Buenos Aires–Aeroparque, Buenos Aires–Ezeiza, Caracas, Cordoba, Montevideo, Orlando, Punta Cana, Santiago de Chile, Santa Cruz de la Sierra–Viru Viru, Tobago (thông qua Barbados) | 1B             |
| Iberia                                                   | Madrid | 3F             |
| KLM                                                      | Amsterdam | 3G             |
| Korean Air                                               | Los Angeles, Seoul–Incheon | 3F             |
| LAN Airlines                                             | Santiago de Chile | 3E             |
| LAN Argentina                                            | Buenos Aires–Aeroparque, Buenos Aires–Ezeiza | 3E             |
| LAN Colombia                                             | Bogotá | 3E             |
| LAN Perú                                                 | Lima | 3E             |
| Lufthansa                                                | Frankfurt, Munich | 3F             |
| Passaredo Linhas Aéreas                                  | Cascavel, Cuiabá, Goiânia, Palmas, Ribeirão Preto, Salvador da Bahia, São José do Rio Preto, Três Lagoas,Uberaba(23/03/15), Uberlândia, Vitória da Conquista | 4              |
| Qatar Airways                                            | Buenos Aires–Ezeiza, Doha | 3F             |
| Royal Air Maroc                                          | Casablanca | 1A             |
| Singapore Airlines                                       | Barcelona, Singapore | 3G             |
| Sky Airline                                              | Santiago de Chile | 2B             |
| South African Airways                                    | Johannesburg–O. R. Tambo | 3F             |
| Swiss International Air Lines                            | Zürich | 3F             |
| TAAG Angola Airlines                                     | Luanda | 2C             |
| TAM Airlines                                             | Aracaju, Belém, Belo Horizonte–Confins, Boa Vista, Brasília, Campo Grande, Cuiabá, Curitiba, Florianópolis, Fortaleza, Foz do Iguaçu, Goiânia, Ilhéus, João Pessoa, Joinville, Londrina, Maceió, Manaus, Natal, Navegantes, Porto Alegre, Porto Seguro, Recife, Ribeirão Preto, Rio Branco, Rio de Janeiro–Galeão, Salvador da Bahia, São José do Rio Preto, São Luís, Vitória                                                    | 2D             |
| TAM Airlines                                             | Buenos Aires–Aeroparque, Buenos Aires–Ezeiza, Cancún, Caracas, Córdoba, Frankfurt, Lima, London–Heathrow, Madrid, Thành phố México, Miami, Milan–Malpensa, Montevideo, New York–JFK, Orlando, Paris–Charles de Gaulle, Rosario, Santiago de Chile, Toronto–Pearson (từ 29/3/2015) | 3E             |
| TAM Airlines Paraguay                                    | Asunción, Buenos Aires–Ezeiza, Ciudad del Este | 3E             |
| TAME                                                     | Lima, Quito | 2C             |
| TAP Portugal                                             | Lisbon, Porto | 3F             |
| Turkish Airlines                                         | Buenos Aires–Ezeiza, Istanbul–Atatürk | 3E             |
| United Airlines                                          | Chicago–O'Hare, Houston–Intercontinental, Newark, Washington–Dulles | 3F             |

### Hàng hóa
| Hãng hàng không     | Các điểm đến                                                                                            |
| ------------------- | --- |
| ABSA Cargo Airline  | Belém–Val de Cans, Fortaleza, Manaus, Recife, Miami                                                     |
| Avianca Cargo       | Bogota                                                                                                  |
| Rio Linhas Aéreas   | Brasília, Manaus, Recife, Rio de Janeiro–Galeão, Salvador da Bahia                                      |
| TAM Cargo           | Fortaleza, Manaus, Recife                                                                               |
| Total Linhas Aéreas | Belo Horizonte–Confins, Curitiba–Afonso Pena, Florianópolis, Fortaleza, Porto Alegre, Salvador da Bahia |